# Saburō Kawabuchi
Saburō Kawabuchi (jap. 川淵三郎 Kawabuchi Saburō; ur. 3 grudnia 1936 w Takaishi) – japoński piłkarz, reprezentant kraju.

## Kariera klubowa
Od 1961 do 1970 roku występował w klubie Furukawa Electric.

## Kariera reprezentacyjna
Karierę reprezentacyjną rozpoczął w 1958, a zakończył w 1965 roku. W sumie w reprezentacji wystąpił w 26 spotkaniach. Został powołany do kadry na Igrzyska Olimpijskie w 1964 roku.

## Statystyki
| Reprezentacja Japonii | Reprezentacja Japonii | Reprezentacja Japonii |
| Rok                   | Mecze                 | Gole                  |
| --------------------- | --------------------- | --------------------- |
| 1958                  | 2                     | 2                     |
| 1959                  | 9                     | 3                     |
| 1960                  | 1                     | 0                     |
| 1961                  | 6                     | 1                     |
| 1962                  | 6                     | 2                     |
| 1963                  | 0                     | 0                     |
| 1964                  | 0                     | 0                     |
| 1965                  | 2                     | 0                     |
| Razem                 | 26                    | 8                     |